# August Mayer (General)
August „Gustl“ Mayer (* 9. Juni 1898 in München; † 11. Oktober 1969 in Berlin) war ein Generalmajor der Volkspolizei der DDR und Leiter der Verwaltung Strafvollzug (VSV).

## Leben
Der Sohn einer Arbeiterfamilie arbeitete nach der Volksschule zunächst als ungelernter Metallarbeiter, dann als Bürohilfsarbeiter. 1916 wurde er Mitglied der Sozialistische Arbeiter-Jugend und der SPD. 1917/18 leistete er Militärdienst. 1920 wurde er Mitglied der KPD. Er war 1921/22 Sekretär der KPD-BL Nordbayern in Nürnberg und ab 1922 Mitarbeiter des Zentralkomitees (ZK) der KPD in Berlin. Hier war er ab 1923 für die Waffenbeschaffung für Berlin, Brandenburg und die Lausitz zuständig. Im März 1924 wurde er inhaftiert und am 22. April 1925 durch das Reichsgericht im sogenannten Tscheka-Prozess wegen „Vorbereitung zum Hochverrat“ und „Sprengstoffverbrechen“ zu sechs Jahren Zuchthaus verurteilt. Im Oktober 1927 wurde er durch den „Hindenburgerlaß“ amnestiert und war dann erneut Mitarbeiter des ZK der KPD. 1930/31 war er Verantwortlicher der KPD für Waffenbeschaffung im gesamten Reich. Nach seiner Enttarnung flüchtete er im März 1931 in die UdSSR. Hier wurde er 1931/32 an einer Militärschule in Moskau ausgebildet. Von 1932 bis 1945 leistete er unter dem Decknamen „Anton Keller“ illegale Arbeit für die Komintern in Prag, Den Haag, Amsterdam und Paris. Zuletzt war er in Holland Leiter der KPD-Emigrationsgruppe.
Im September 1945 kehrte er nach Deutschland zurück, war 1945/46 stellvertretender Direktor des Suchdienstes beim Alliierten Kontrollrat. 1946 wurde er Mitglied der SED und war von 1946 bis 1948 Präsident des Suchdienstes für vermisste Deutsche in der sowjetischen Besatzungszone (SBZ). Im November 1948 ging er in die Deutsche Verwaltung des Innern (DVdI), wurde als Generalinspekteur der Deutschen Volkspolizei im Dezember 1948 Leiter der Hauptabteilung Kriminalpolizei. 1949 wurde er Stellvertreter des Chefs der Deutschen Volkspolizei (DVP) und blieb gleichzeitig Leiter der HA Kriminalpolizei in der Hauptverwaltung der DVP (HVDVP). Von 1951 bis 1959 war er Leiter der Verwaltung Strafvollzug in der HVDVP, zuletzt ab Juli 1957 im Rang eines Generalmajors.

## Auszeichnungen
- 1954 Vaterländischer Verdienstorden in Bronze und 1968 in Gold
- 1958 Orden Banner der Arbeit